# 陸奧岩崎站
陆奥岩崎站（日语：／ Mutsu-Iwasaki eki */?）位于青森县西津轻郡深浦町大字岩崎字松原，是东日本旅客铁道（JR東日本）管辖的五能线上的鐵路車站。

## 历史
开业时为旧能代线终点站。
- 1959年9月15日 - 作为日本国有铁道车站投入运营[1]。
- 1986年11月1日 - 伴随岩馆 - 深浦站间变为单闭塞分区，会让作业停止，简易委托化改造。
- 1987年4月1日 - 国铁分割民营化后成为JR东日本车站。
- 2005年3月31日 - 委托给深浦町商工会的简易委托截止，次日成为无人站[1]。
- 2010年4月1日 - 管理站由深浦站变为五所川原站。

## 车站结构
侧式站台1台1线的地上车站。之前为侧式站台2面2线车站，简易委托化时撤去侧线。现在只保留原上行线站台。
五所川原站管理的无人车站。

## 使用情况
| 乘车人数变化 | 乘车人数变化     |
| 年度         | 一日平均乘车人数 |
| ------------ | ---------------- |
| 2000         | 46               |
| 2001         | 45               |
| 2002         | 38               |
| 2003         | 37               |

## 相邻车站
東日本旅客铁道
■五能线
□快速
通过
■普通
十二湖－陆奥岩崎－陆奥泽边